# Frauen-Rugby-Union-Weltmeisterschaft 2029
Die Frauen-Rugby-Union-Weltmeisterschaft 2029 (englisch 2029 Women’s Rugby World Cup) soll 2029 in Australien stattfinden. Es wäre die elfte Weltmeisterschaft im vierjährlichen Turnierzyklus und die neunte, die vom Weltverband World Rugby organisiert wird. Nach der Weltmeisterschaft 2021 in Neuseeland wäre es das zweite Turnier, das in der südlichen Hemisphäre ausgetragen wird.

## Vergabe
World Rugby setzte sich zum Ziel, die Bewerbungen für die Männer-Weltmeisterschaften 2027 und 2031 sowie die Bewerbungen für die Frauenturniere 2025 und 2029 bis Mai 2022 vergeben zu können. Der Prozess der Gespräche mit potenziellen Bewerbern begann im Februar 2021, das formale Bewerbungsverfahren begann drei Monate später. Die Finalisten wurden im Februar 2022 bewertet.
Am 12. Mai 2022 vergab World Rugby offiziell die Turniere zwischen 2025 und 2033, wobei die Frauen-WM 2025 an England vergeben wurde, Australien die Weltmeisterschaft 2027 und Frauen-Weltmeisterschaft 2029 zugesprochen erhielt und die Vereinigten Staaten zum Ausrichter der Weltmeisterschaft 2031 sowie der Frauen-Weltmeisterschaft 2033 ernannt wurden.

## Qualifikation
16 Nationalmannschaften sollen an der Frauen-Rugby-Union-Weltmeisterschaft 2029 teilnehmen. Der Gastgeber Australien und die vier besten Mannschaften der vorhergehenden Weltmeisterschaft 2025 qualifizieren sich automatisch für das Turnier 2029.
- Australien (Gastgeber)